# Анджела Геталс
Анжела Бетані Ґетальс (англ. Angela Bethany Goethals; 20 травня 1977, Нью-Йорк, Нью-Йорк, США) — американська акторка.

## Життєпис та кар'єра
Анжела Бетані Ґетальс народилася 1977 року в сім'ї вчительки. Дебютувала на Бродвеї в «Прибережних заворушеннях» у 1987 році, а пізніше стала відома своєю роллю у фільмі «Сам удома» (1990), де зіграла сестру персонажа Маколея Калкіна. Протягом 1990-х років, Анжела Ґетальс знялася в кількох незалежних фільмах і телевізійних шоу, включаючи головну роль у комедії «Феном» (1993), а також невелику роль у «Джеррі Магуайері» (1996).
У 1999 році Анжела Ґетальс закінчила коледж Вассара зі ступенем бакалавра з французької мови, перш ніж повернутися до акторства. У 2005 році вона отримала гостьову роль у телесеріалі «24 години», а також отримала визнання та критичне визнання за її головну роль у фільмі «За маскою: Повстання Леслі Вернон» (2006).
З 2005 року Анджела одружена з актором Расселом Содером. У шлюбі в 2012 році народилася донька.

## Вибрана фільмографія
| Рік  |   | Українська назва        | Оригінальна назва              | Роль                     |
| ---- | - | ----------------------- | ------------------------------ | ------------------------ |
| 1988 | ф | Готель розбитих сердець | Heartbreak Hotel               | Пем Вулф                 |
| 1988 | ф | Ракета «Гібралтар»      | Rocket Gibraltar               | Дон Блек                 |
| 1990 | ф | Сам удома               | Home Alone                     | Лінні МакКаллістер       |
| 1991 | ф | В. І. Варшавськи        | V.I. Warshawski                | Кет                      |
| 1996 | ф | Джеррі Магуайер         | Jerry Maguire                  | Кеті Сандерс             |
| 2002 | ф | У чужому ряді           | Changing Lanes                 | Сара Віндзор             |
| 2004 | с | Клієнт завжди мертвий   | Six Feet Under                 | Сінді                    |
| 2004 | с | Без сліду               | Without a Trace                | Келлі Коркоран           |
| 2004 | ф | Іспанська англійська    | Spanglish                      | Гвен                     |
| 2005 | с | 24                      | 24                             | Майя Дрісколл            |
| 2005 | с | Анатомія Грей           | Grey's Anatomy                 | Келлі Рош                |
| 2005 | с | C.S.I.: Місце злочину   | CSI: Crime Scene Investigation | Сьюзі Гейблс             |
| 2006 | с | Розслідування Джордан   | Crossing Jordan                | Дебора, дружина Квентіна |
| 2007 | с | Юристи Бостона          | Boston Legal                   | Офіцер Еллен Белотт      |
| 2009 | с | Життя як вирок          | Life                           | Петті Йорк               |
| 2010 | с | Закон і порядок         | Law & Order                    | Мора Скотт               |
| 2010 | с | Дорогий доктор          | Royal Pains                    | Джинні                   |